# 勇者弗拉基米尔
勇者弗拉基米尔（俄语：Владимир Андреевич Храбрый，1353年7月15日—1410年），謝爾普霍夫的一位大公，也是伊凡一世的孫子，堂兄是莫斯科大公國的莫斯科大公德米特里·顿斯科伊。